# The 88
The 88 è un gruppo musicale pop rock statunitense formatosi a Los Angeles, in California, nel 2002. Il gruppo è composto da Keith Slettedahl (voce e chitarra), Adam Merrin (tastiere), Anthony Zimmitti (batteria) e Todd O'Keefe (basso). Incontrandosi al liceo di Calabasas, in California, Adam Merrin e Keith Slettedahl formarono la band nel 2002.
Dal 2010 al 2012, la band è stata in tournée con il leader dei Kinks, Ray Davies. La band si è esibita con Davies alla Royal Albert Hall di Londra nel 2011.
The 88 si sono esibiti con Elliott Smith, Smashing Pumpkins, B-52's, Elvis Costello, Black Francis, The Zombies e Flaming Lips.
Nel 2012 la band ha firmato la colonna sonora del film Friends with Kids di Jennifer Westfeldt.

## Formazione
- Keith Slettedahl – voce, chitarra
- Adam Merrin – piano, tastiere
- Todd O'Keefe – basso
- Anthony Zimmitti – batteria

## Discografia

### Album in studio
- Kind of Light (2003)
- Over and Over (2005)
- Not Only... But Also (2008)
- This Must Be Love (2009)
- The 88 (2010)
- Soundtrack di Lorax (2012)
- Fortune Teller (2013)
- Close to You (2016)